# James Bond 007 contre Dr No
Cet article concerne le film. Pour le roman, voir Docteur No. Pour le personnage, voir Julius No.
Série
Bons Baisers de Russie
(1963)
Pour plus de détails, voir Fiche technique et Distribution.
James Bond 007 contre Dr No (Dr. No) est un film d'espionnage britannique réalisé par Terence Young et sorti en 1962. C'est le premier de la série des films de James Bond d'EON Productions, qui en comporte actuellement 25. Il est tiré du roman Docteur No de Ian Fleming, publié en 1958, sixième roman mettant en scène l'espion.
Produit avec un budget modeste, James Bond 007 contre Dr No a été un succès financier. Il a permis de découvrir Sean Connery qui y incarne James Bond pour la première fois, mais aussi Ursula Andress, lauréate du Golden Globe de la révélation féminine de l'année 1964. Pour sa première apparition au cinéma dans le film, le personnage de James Bond est considéré comme le troisième plus grand héros de l'histoire du cinéma par l'American Film Institute.
L'agent secret James Bond est envoyé en Jamaïque par le chef du MI6, « M », pour enquêter sur la mystérieuse  disparition de deux autres espions. 007 va devoir affronter le SPECTRE, une organisation qui vise à dominer le monde, personnifiée par le « Dr No ».

## Synopsis
En 1962, dans la capitale jamaïcaine, Kingston, le chef de la section jamaïcaine du MI6, John Strangways, est assassiné par un trio de faux aveugles connus sous le nom de Three Blind Mice. Après s'être introduits dans la villa de Strangways et avoir assassiné sa secrétaire Mary, les assassins subtilisent deux dossiers, respectivement intitulés Crab Key et Doctor No.
À Londres, l'agent secret James Bond, de matricule 007, est convoqué dans le bureau de son supérieur, M. Bond reçoit pour ordre d'enquêter sur la disparition de Strangways et de déterminer si elle est liée ou non à une affaire sur laquelle il travaillait avec la CIA, portant sur la perturbation par ondes radio de lancements de fusées depuis Cap Canaveral. Pour cette mission, l'agent voit son arme Beretta remplacée par le Walter PPK (Bond ayant été blessé dans sa précédente mission).
À son arrivée à l'aéroport de Kingston, une photographe tente de le prendre en photo, et il est aussitôt pris en filature par deux hommes. D'autre part, un conducteur suspect lui propose ses services alors qu'il n'avait demandé aucun chauffeur. Bond lui intime de quitter la route principale et, après un bref combat, l'homme refuse de révéler le nom de son employeur avant de se suicider avec une cigarette au cyanure.
Au cours de l’enquête à la villa de Strangways, Bond remarque la photo d'un pêcheur avec Strangways. Après avoir repéré le dénommé Quarrel, Bond discute avec lui mais le trouve peu coopératif. Bond le reconnaît comme étant le conducteur de la voiture l'ayant pris en filature la veille. Il le suit et commence à se battre avec lui et un ami lorsque le combat est interrompu par le second homme ayant attendu Bond à l'aéroport : il affirme se nommer Felix Leiter, agent à la CIA, et explique que non seulement les deux agents travaillent sur la même mission, mais aussi que Quarrel l'assiste dans sa tâche. Il informe Bond que la CIA a réussi à remonter le brouillage jusqu'à la Jamaïque, mais que les reconnaissances aériennes n'ont pas permis de localiser sa provenance. Quarrel révèle alors qu'il a emmené Strangways sur les îles proches afin de collecter des échantillons de minéraux. Il parle également du Dr No, qui possède l'île de Crab Key sur laquelle se trouve une mine de bauxite : l'île est activement protégée des intrus par une force armée de sécurité, assistée d'un radar.
Pendant la fouille de la maison de Strangways, Bond avait trouvé un reçu signé du professeur Dent. Après avoir survécu à une tentative d'assassinat de la part des Three Blind Mice, Bond se rend aux laboratoires Dent : selon le professeur, les échantillons apportés par Stragways ne valaient rien. Sur ce, Dent se rend immédiatement sur Crab Key, où le Dr No lui fait part de son déplaisir quant à sa venue sur l'île en plein jour et son échec à tuer Bond. Il lui ordonne d'essayer de nouveau, cette fois-ci avec une tarentule. La nuit, Bond parvient à tuer l'araignée. Le lendemain, il sympathise avec la secrétaire à la maison du Gouvernement, Mlle Taro, qui est également complice de l’organisation secrète avec Dent. Elle lui donne rendez-vous chez elle.
Mais en cours de route, l'espion est pourchassé par un corbillard conduit par les Three Blind Mice qu'il arrive à les conduire à leur propre enterrement en les sortant de la route et arrive chez la secrétaire. Cette dernière, très surprise, couche avec lui. Mais l'espion, sûr de sa culpabilité, la fait arrêter et tend un piège au professeur chez elle, qu'il parvient à capturer, interroger et qu'il élimine froidement de deux balles, alors que le pistolet du docteur Dent est vide, illustrant ainsi sa licence de tuer, rappelée par M lors de leur entrevue avant la mission.
Ayant détecté des traces de radioactivité des échantillons de Strangways dans le bateau de Quarrel, Bond persuade le Jamaïcain réticent de l'emmener sur Crab Key. Il y rencontre Honey Ryder, une jeune femme cherchant des coquillages et seulement vêtue d'un bikini blanc. Malgré un accueil hostile, elle accepte d'aider Bond et emmène les deux hommes dans les marais intérieurs de l'île. Après la tombée de la nuit, ils sont attaqués par le faux dragon du Dr No, qui terrorisait l'île de Crab Key. Pris d'assaut par Bond et Quarrel, l'engin tue ce dernier puis 007 et Honey sont faits prisonniers. Ils apprennent que l'eau des marais est contaminée, puis ils sont décontaminés et sont emmenés dans une prison dorée où ils sont drogués.
À leur réveil, ils sont escortés jusqu'à la salle à manger du Dr No. Il révèle alors qu'il est membre du SPECTRE (SPecial Executive for Counter-intelligence, Terrorism, Revenge and Extortion) et prévoit de perturber le programme Mercury de Cap Canaveral grâce à un faisceau d'ondes atomiques. Après le dîner, Honey est emmenée et Bond frappé par les gardes.
Emprisonné dans une cellule, Bond parvient à s'évader par le système de ventilation. Déguisé en technicien, il se rend dans la salle de contrôle, une salle pleine d'instruments high-tech dotée d'un réacteur atomique enfoncé dans le sol, le tout supervisé par le Dr No en personne. Bond parvient à dérégler le réacteur nucléaire alors que la fusée américaine est en train de décoller. Il engage un combat au corps à corps avec un garde qui l'a repéré, puis avec le Dr No alors que la salle est en cours d'évacuation : poussé dans le bassin nucléaire en ébullition, le scientifique meurt ébouillanté, incapable de s'agripper à l'échelle métallique avec ses mains humides. Bond réussit à trouver Honey et à s'enfuir en bateau avec elle juste avant que la base n'explose.
James Bond et Honey se retrouvent donc sur le bateau. Alors qu’ils commençaient à se faire des câlins, la marine anglaise les aperçoit, et décide de les aider en les traînant derrière leur bateau, avec une corde. Mais James retire cette dernière assez rapidement, laissant les deux compagnons perdus en mer, continuant à se faire des câlins, sous le regard amusé des marins.

## Fiche technique
Sauf indication contraire, les informations mentionnées dans cette section peuvent être confirmées par la base de données cinématographiques IMDb,  présente dans la section « Liens externes ».
- Titre : James Bond 007 contre Dr No
- Titre original : Dr. No
- Réalisation : Terence Young
- Scénario : Richard Maibaum, Johanna Harwood, Berkely Mather, d'après le roman Docteur No de Ian Fleming
- Musique : John Barry et Monty Norman
- Photographie : Ted Moore
- Son : Wally Milner et John Dennis
- Direction artistique : Syd Cain (en)
- Décors : Ken Adam
- Costumes : Tessa Welborn
- Montage : Peter Hunt
- Générique : Maurice Binder
- Photographe de plateau : Bunny Yeager
- Production : Harry Saltzman et Albert R. Broccoli
- Société de production : Eon Productions Limited
- Société de distribution : United Artists
- Budget : 1 000 000 USD[2]
- Pays de production :  Royaume-Uni
- Langues originales : anglais, secondairement français et italien
- Format : couleurs (Technicolor) - 1,66:1 (Europe) ou 1,85:1 (États-Unis) - 35 mm - mono (Westrex Recording System)
- Genre : espionnage, action, aventure, policier
- Durée : 105 minutes
- Dates de sortie[3] :
  - Royaume-Uni : 5 octobre 1962 (première mondiale à Londres) ; 10 octobre 1962 (sortie nationale)
  - France : 7 mars 1963
  - États-Unis : 8 mai 1963 (sortie limitée) ; 29 mai 1963 (sortie nationale)
- Affiche : Macario Gómez Quibus (Espagne)

## Distribution
Sauf indication contraire, les informations mentionnées dans cette section peuvent être confirmées par la base de données cinématographiques IMDb,  présente dans la section « Liens externes ».
- Sean Connery (VF : Jean-Pierre Duclos) : James Bond
- Ursula Andress (VO : Nikki van der Zyl (voix) et Diana Coupland (chant) / VF : Sophie Leclair) : Honey Ryder
- Joseph Wiseman (VF : Roger Tréville) : Dr Julius No (No 8 du SPECTRE)
- Jack Lord (VF : Gérard Buhr) : Felix Leiter
- Bernard Lee (VF : Serge Nadaud) : « M »
- Anthony Dawson (VF : Maurice Pierrat) : Pr R. J. Dent
- Zena Marshall (VF : Martine Sarcey) : Mlle Taro
- John Kitzmiller (VF : Jean Daurand) : Quarrel
- Eunice Gayson (VO : Nikki van der Zyl / VF : Nadine Alari) : Sylvia Trench
- Lois Maxwell (VF : Paule Emanuele) : Miss Moneypenny
- Peter Burton (VF : Jean Berger) : Commandant Boothroyd (qui deviendra « Q » dans les films suivants)
- Yvonne Shima (VF : Jane Val) : Sœur Lily
- Michel Mok (VF : Claude Chantal) : Sœur Rose
- Marguerite LeWars (VF : Danièle Ajoret) : Annabel Chung, la photographe indépendante
- William Foster-Davis (VO : Robert Rietty / VF : Jean-Henri Chambois) : commissaire Duff
- Dolores Keator (VF : Anne Caprile) : Mary Prescott[4]
- Reginald Carter (VF : Serge Sauvion) : M. Jones
- Louis Blaazer (VF : Claude Péran) : Pleydell-Smith
- Colonel Burton : Général Potter

Légende : VO : doublage en version originale / VF : doublage en version française.

## Lieux de l'action
- Angleterre, Londres ;
- Jamaïque, Kingston ;
- Crab Key, île imaginaire au large de la Jamaïque.

## Production
Sauf mention contraire ou complémentaire, cette section est issue du livre Les Archives James Bond 007, par Paul Duncan ainsi que du commentaire audio de l'équipe du film. 

### Genèse et développement

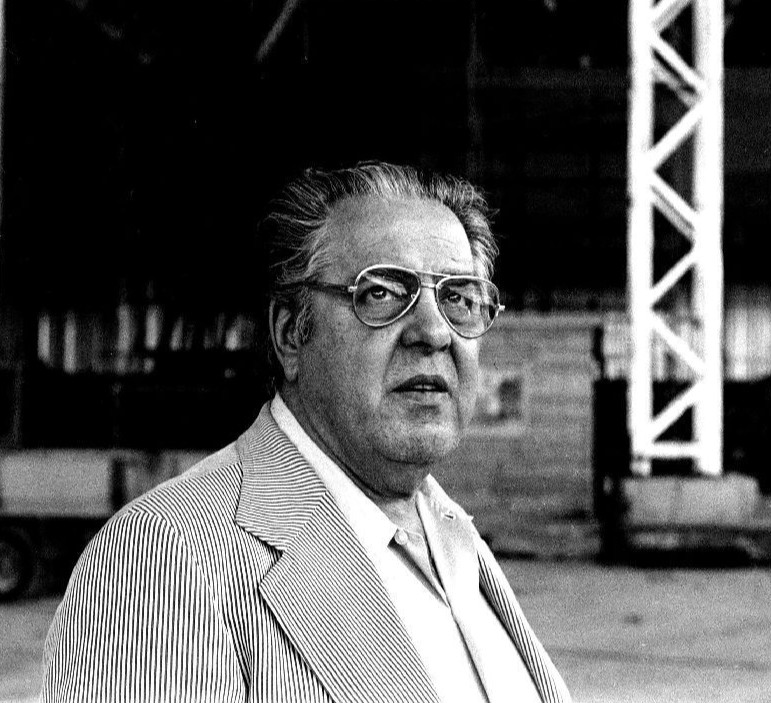
Albert R. Broccoli en 1976.

Débutée en 1953 avec la publication de Casino Royale, la série de romans avec James Bond signée Ian Fleming connaît un succès grandissant en Grande-Bretagne. Le 25 mars 1961, à la parution du neuvième livre, Opération Tonnerre, James Bond est déjà un personnage phare de la littérature britannique, avec sa propre bande dessinée dans le quotidien Daily Express. Huit jours auparavant, aux États-Unis, le magazine Life révèle que Bons Baisers de Russie est l'un des romans préférés du président John F. Kennedy.
Lorsque Harry Saltzman obtient les droits des livres James Bond de Ian Fleming, il n'a à l'origine aucune intention de faire évoluer cette série. Au contraire, Albert R. Broccoli désire les droits de cette série et tente de les lui racheter. Saltzman, refusant de les céder, propose à Broccoli de former un duo pour réaliser une saga James Bond. United Artists leur donne les autorisations nécessaires en 1962. Saltzman et Broccoli créent alors deux compagnies : Danjaq, qui détient les droits des romans, et EON Productions, chargée de produire les films.
Les deux producteurs proposent successivement à Guy Green, Guy Hamilton et Ken Hughes de réaliser le film, mais tous refusent. Ils choisissent Terence Young comme réalisateur. Saltzman et Broccoli pensent Young capable de transcrire fidèlement le caractère de James Bond du roman au film. Young impose de nombreux choix stylistiques au personnage, choix qui se développèrent au fil de la série des films. C'est à l'origine le roman Opération Tonnerre qui devait être porté à l'écran, mais après un différend avec le coauteur Kevin McClory, c'est le roman Docteur No qui est choisi. De plus, ce roman offrait des facilités dans la production du film : un lieu unique (la Jamaïque), un scénario simple et classique et peu de séquences d'action coûteuses.
Le budget du film est très réduit, les producteurs ainsi que le décorateur ont usé d'ingéniosité. Le budget fut d'environ 1 million de dollars, soit environ 300 000 livres à l'époque.

### Écriture
La première scénariste à travailler sur le film fut la secrétaire de Saltzman, Johanna Harwood,. En partie grâce à l'aide de Wolf Mankowitz dans la négociation de l'accord entre Broccoli et Saltzman , celui-ci fut plus tard embauché pour écrire le film également.
Entre-temps, le scénariste Richard Maibaum fut embauché par les producteurs pour écrire un script pour Opération Tonnerre, qu'ils comptaient tourner après Dr No. Cependant, en raison du litige autour du roman Opération Tonnerre, l'idée a été abandonnée et Maibaum a rejoint Mankowitz pour l'écriture de Dr No.
Mankowitz et Maibaum voulaient réécrire le personnage du Dr No car ils le voyaient guère plus que comme un « Fu Manchu avec des crochets en acier ». Une première version de l'histoire n'avait pas Dr. No en tant que méchant mais un homme appelé Hugh Buckfield qui se faisait passer pour lui, le vrai Dr. No étant alors décédé avant les événements de l'intrigue. Buckfield a un singe de compagnie appelé Li-Ying, ce qui a plus tard conduit à certaines exagérations lorsque les cinéastes l'ont présenté comme étant le Dr No,, alors que ce n'était pas le cas. Ces premières itérations de l'histoire comprenaient également une intrigue sur la destruction d'une écluse du canal de Panama, plutôt qu'une perturbation de fusées.
Il fut par la suite décidé de s'en tenir davantage au roman, et des réécritures ultérieures par le réalisateur Terence Young et Johanna Harwood ont eu lieu.
L'écrivain de thrillers Berkely Mather a ensuite travaillé sur des réécritures, dont certaines ont été plus tard abandonnées par Harwood.

### Attribution des rôles
Sean Connery avait fait quelques apparitions dans divers films, c'était le début de sa carrière et il n'avait pas encore joué un grand rôle. Il était donc presque un acteur inconnu. Mais les producteurs l'ont trouvé parfait pour le rôle. Pourtant, il était mal parti pour devenir une vedette mondiale, issu du quartier défavorisé de Fountainbridge à Édimbourg, il fait divers petits boulots avant de passer le concours de Mister Univers. En 1957, il est engagé par Terence Young dans Au bord du volcan, dans lequel il joue un tout petit rôle. Avant le tournage, il a peur car il ne se sent pas avoir le charisme pour jouer le personnage de Bond. Young l'a beaucoup aidé pour s'approprier le rôle.
Deux semaines avant le début du tournage, aucune actrice n'avait été choisie pour le rôle de Honey Ryder. L'acteur John Derek montre alors aux producteurs une photographie de sa femme de l'époque, Ursula Andress, qui n'avait tourné qu'un ou deux films. Elle est engagée sans même passer d'audition. Elle accepta le rôle pour faire plaisir à Kirk Douglas, ce rôle constituant sa première grande apparition. Andress est considérée dans ce rôle comme la quintessence de la James Bond Girl avec un statut d'icône particulière. Son fameux bikini a été vendu 41 250 livres aux enchères chez Christie's en 2001. Ian Fleming demanda tout d'abord à son ami et voisin de la Jamaïque, le dramaturge Noël Coward, de jouer le Dr No, ce à quoi Coward répondit par ce télégramme : « Dr No? No! No! No! ». Le rôle du Docteur No est ensuite proposé au Suédois Max von Sydow, ainsi qu'à son cousin Christopher Lee, après s'être inspiré de son personnage de Fu Manchu pour créer le Docteur No.
Timothy Moxon était pilote d'avions et pulvérisait des pesticides en Jamaïque. Avant cela, il avait été acteur à Londres et avait rencontré Terence Young. Dans le film, il joue le rôle de Strangways, qui est le nom d'un ami de longue date de Young. Le réalisateur aimait prendre des noms d'amis. Le dentiste jamaïcain de Moxon joua l'un des personnages des Three Blind Mice. Anthony Dawson fut également embauché pour un autre petit rôle ; il a joué dans de nombreux films de Young dont Trois des chars d'assaut (1950). L'acteur interprète plus tard les mains de Blofeld dans Bons baisers de Russie (1963) et Opération Tonnerre (1965). Eunice Gayson devait initialement jouer Moneypenny, mais le réalisateur Terence Young décida de créer pour elle un autre personnage récurrent, celui de Sylvia Trench. À la différence de Moneypenny, toutefois, Sylvia n’apparaît que dans deux films. Au moment même du tournage, elle répétait La Mélodie du bonheur. Elle était formée pour chanter de l'Opéra. Au milieu des répétitions, Terence Young lui proposa le rôle. Elle n'a pas pu se déplacer, donc elle a chanté chez elle. Lois Maxwell avait déjà travaillé avec Terence Young dans L'Étrange Rendez-vous (1948), le réalisateur lui proposa le rôle de Miss Moneypenny, elle accepta mais voulait un personnage au passé intéressant, sans chignon ni lunettes, ou stylo sur l'oreille. Bernard Lee fut à son tour pris pour le rôle de M. Lors du tournage, il jouait du piano et chantait. Marguerite LeWars était hôtesse de l'air quand Young lui proposa le rôle de Miss Taro. Elle déclina, mais accepta en revanche de jouer la photographe du Daily Gleaner qui travaille pour le Dr No.
Le cascadeur Bob Simmons effectue un caméo en incarnant Bond dans la séquence de tir qui ouvre le film[réf. nécessaire].

### Décors
Sur un budget total de 300 000 £, Ken Adam se voit attribuer 14 500 £ pour les décors. Il réclame 20 000 £, et les producteurs finissent par céder. Les 5 500 £ en plus viennent des finances personnelles des producteurs. Au total, Ken Adam dépasse le budget qui lui a été attribué, et dépense 21 000 £. Le budget du film étant assez faible, il doit faire preuve d'ingéniosité pour les décors.
Son premier décor est le casino. Il essaie de récréer un espace de style Louis XV ou Louis XVI. Il se concentre sur les lustres et les tables de jeu.
Pour le bureau de M, il souhaite un décor réduit au strict minimum. Il donne une touche traditionnelle à la pièce, notamment en utilisant du bois, dans le style anglais. Pour ce faire, il prendra des feuilles de teck, ce dernier étant un arbre produisant un bois se revendant hors de prix. Les maquettes de bateaux sont présentes pour rappeler le passé de M.. La porte est en réalité en plastique, mais il lui donne l'apparence du cuir. Pour Goldfinger, il conserve le même style mais utilise cette fois du vrai bois, et du cuir véritable pour la porte.
Les scènes d'intérieur de la villa du gouverneur sont filmées aux Studios Pinewood. Ken Adam veut pour la villa un esprit colonial : il installe 4 portes-fenêtres et des ventilateurs au plafond.
Les décors de Ken Adam occupent plusieurs plateaux. Lorsque les producteurs et le réalisateur voient les décors, ils sont immédiatement conquis.
L'équipe n'a presque plus d'argent pour construire le décor du repaire du Dr No, dans lequel Anthony Dawson — le professeur Dent — se rend à la 37e minute du film. Ken Adam veut quelque chose de stylisé, et fera une sorte de trompe-l’œil avec des barreaux se trouvant au-dessus d’une pièce avec la mygale au premier plan. Terence Young trouve ce décor parfait, et souhaite même que l'on puisse ouvrir davantage le plafond. Le coût de ce décor est d'environ 475 £.
Pour l'intérieur de la maison de Mlle Taro, Ken Adam souhaite une décoration orientale, et ajoute une cloison pour instaurer une tension dans la scène. La cloison divise la pièce en deux, et personne ne sait ce qui se trouve de l'autre côté. La cloison apporte aussi un côté traditionnel.
Pour le repaire du Dr No sur Crab Key, Ken Adam veut un décor assez moderne, dans lequel sont présents des ordinateurs et des matériaux modernes. Peter Hunt apprécie le décor de l'appartement dans la grotte du Dr No. Dans ce décor, une fenêtre donne vue sur les fonds marins. La scène avec les poissons, filmée auparavant, est projetée sur le mur lors du tournage.
Harry Saltzman demandera à Ken Adam de visiter un centre de recherche atomique à Harwell en Angleterre pour concevoir le décor de la salle des réacteurs. Les chercheurs sembleront donner de bons conseils techniques.

### Tournage
Cette section ne s'appuie pas, ou pas assez, sur des sources secondaires ou tertiaires indépendantes du sujet. Le texte peut contenir des analyses inexactes ou inédites de sources primaires.
Pour l'améliorer, ajoutez-en, ou placez des modèles {{Source secondaire souhaitée}} ou {{Source secondaire nécessaire}} sur les passages mal sourcés. (juin 2024)

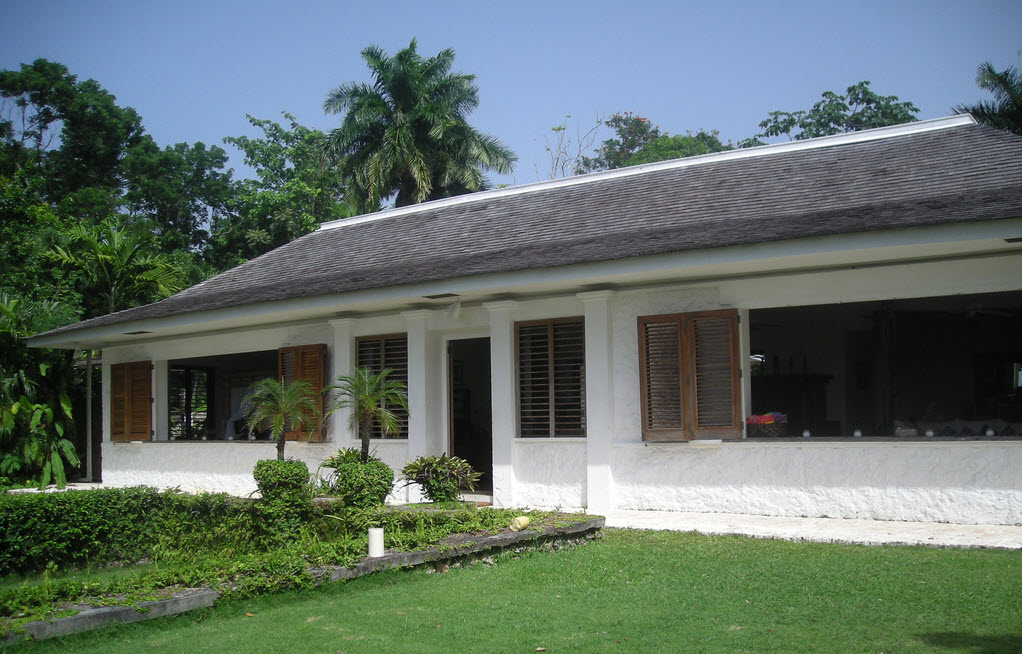
Goldeneye, la maison de Ian Fleming en Jamaïque

Le tournage commence le 16 janvier 1962 en Jamaïque par la séquence de la cabine téléphonique, à l'aéroport de Kingston. Il s’achève, pour les extérieurs, le 21 février et se poursuit en Angleterre aux Pinewood Studios, dans la banlieue de Londres. Le tournage s'achève le 30 mars 1962. La plupart des scènes sont tournées en Jamaïque. Lors du tournage, Ian Fleming écrit son nouveau roman Au service secret de Sa Majesté.
Noël Coward et Ian Fleming (résidence Goldeneye achetée ensuite par Chris Blackwell) possédaient des résidences sur les côtes sud et nord. GoldenEye est un ancien domaine de plantation de cannes à sucre. L'équipe a fait des repérages et a beaucoup apprécié le petit village de pêcheurs qu'était Ocho Rios et Oracabessa, à côté d'où se trouvait notamment la résidence de Fleming. La plage où apparait Honey Rider sortant de l'eau, mitoyenne du domaine de Ian Fleming et indiquée à l'équipe de tournage par Chris Blackwell, sera rebaptisée plus tard « James Bond Beach » Les Jamaïcains étaient fiers d'accueillir l'équipe du film. Diane Cilento, l'épouse de Sean Connery au moment du tournage, rendait souvent visite à l'équipe en Jamaïque.
La maison où travaille Dolores Keator dans le film est en réalité la vraie maison de l'actrice. Le budget étant très réduit, les producteurs ont usé d'ingéniosité. Ils ont fait appel à une entreprise près de Farnham et ont demandé de réunir 12 hommes devant 12 postes de radio et finalement, n'ont payé qu'un ou deux déjeuner.
Lorsque Quarrel arrête la photographe au club, Marguerite LeWars a récolté un gros bleu sur son poignet, John Kitzmiller s'est ensuite excusé. Dans le film, elle devait avoir une origine chinoise mais elle doit jouer le côté international, les maquilleurs ont appliqué une espèce de colle sur ses yeux et deux élastiques les tiraient derrière sa tête. C'était très inconfortable pour l'actrice. Avant le tournage, elle connaissait Lester Prendergast, qui joue dans le film le propriétaire du club.
Les extérieurs de la maison de Mlle Taro sont filmés en Jamaïque, c'est un bungalow de l'hôtel Sans Souci à Ocho Rios. 11 ans plus tard, l'équipe de Vivre et laisser mourir, le huitième opus de la saga James Bond, séjourne dans cet hôtel. Mais lorsque Bond franchit la porte, c'est un décor de Ken Adam dans les Studios Pinewood. L'équipe a mis trois jours pour filmer la scène du lit entre Mlle Taro et Bond. Lorsqu'elle se fait arrêter par la police, elle s'est beaucoup entraînée pour cracher, les répétitions étaient horribles. À la fin du tournage, elle a demandé à garder sa robe de chambre en soie.
Mais le tournage a également été difficile à cause du temps pluvieux de la Jamaïque. Avec un budget restreint, le tournage devint très compliqué. De nombreux extérieurs n'ont pas été tournés à cause du temps. Quelquefois, il était impossible de filmer. Les pluies torrentielles s'abattent souvent sur la Jamaïque, notamment à cause des nuages au-dessus des Blue Mountains.
Ursula Andress n'a pas du tout apprécié la scène où elle devait se cacher dans la rivière glaciale et respirer avec un bambou. La rivière était en effet glaciale car c'était une vraie rivière de montagne. Elle joue dans ce film son premier grand rôle et ses scènes furent problématiques. Lorsqu'elle jouait, sa pression sanguine montait, elle devenait sourde. Elle était terrifiée. Elle préférait jouer dans les studios car elle ne perdait pas le contrôle de la scène, elle n'avait pas de pression liée « à la nature, à la rivière, à la caméra impossible à ajuster qui tombe dans l'eau ». Il fallait à Ursula Andress un maquillage intégral pour paraître bronzée. Chaque matin, tandis que, nue, elle se faisait peindre le corps, on frappait à la porte. « Toutes les deux secondes, se souvient-elle, on annonçait « Voilà le petit déjeuner ! » Nous avions à la fin 20 plateaux de petit déjeuner. Tout le monde voulait regarder. » Elle a adoré certains aspects du tournage, notamment le baiser final avec Sean Connery : « Il était si adorable, c'était merveilleux de l'embrasser. Un vrai plaisir. »
Lieux de tournage
- Jamaïque
  - Kingston
  - Aéroport international Norman Manley de Kingston, commune de Palisadoes
  - Port Royal
  - Blue Mountains
  - Marais salants de Vanzie, Falmouth
  - Ocho Rios, Laughing Waters
  - Saint Ann's Bay
  - Montego Bay
- Angleterre
  - Londres
  - Pinewood Studios, près de Londres

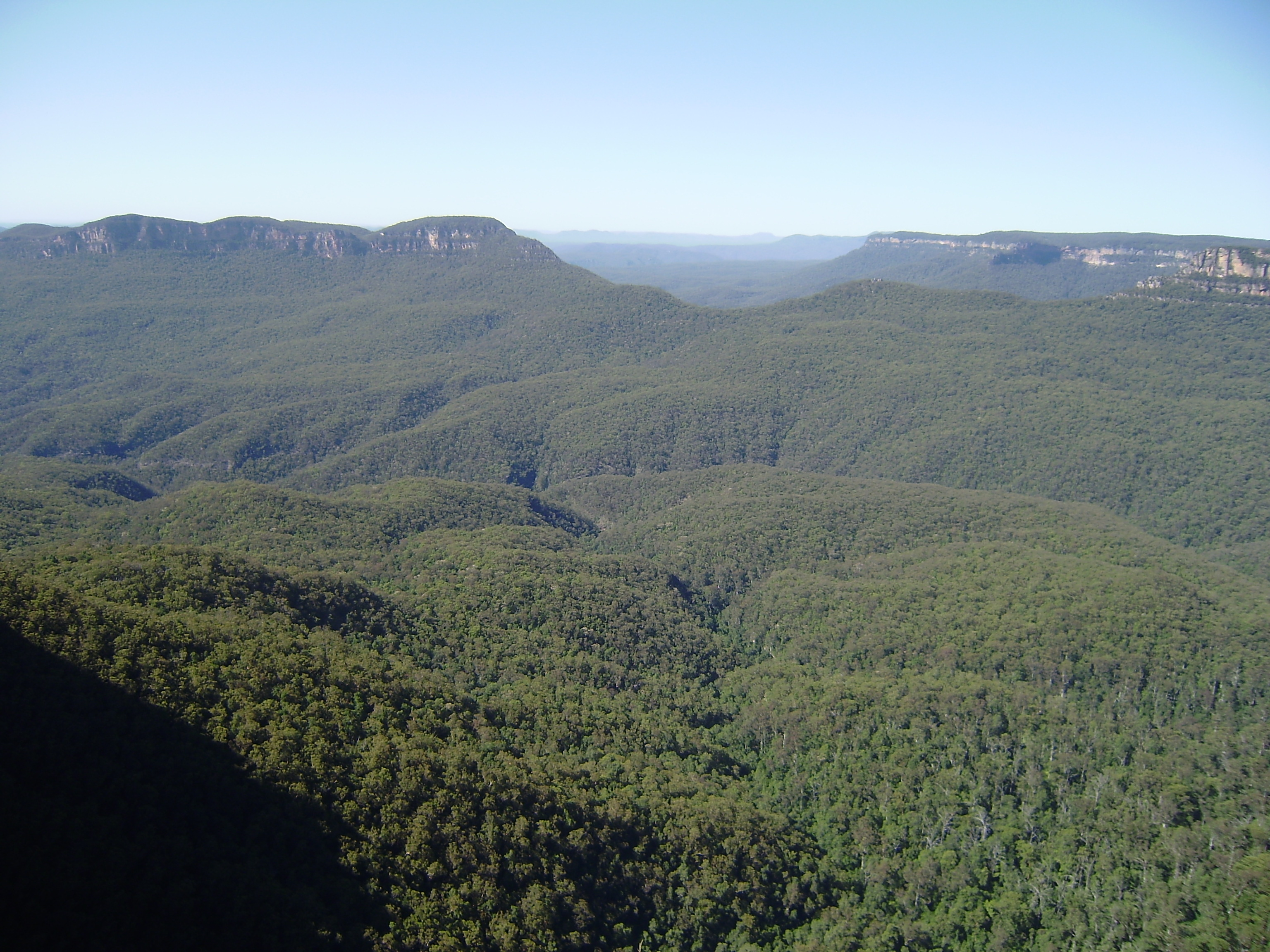
Blue Mountains
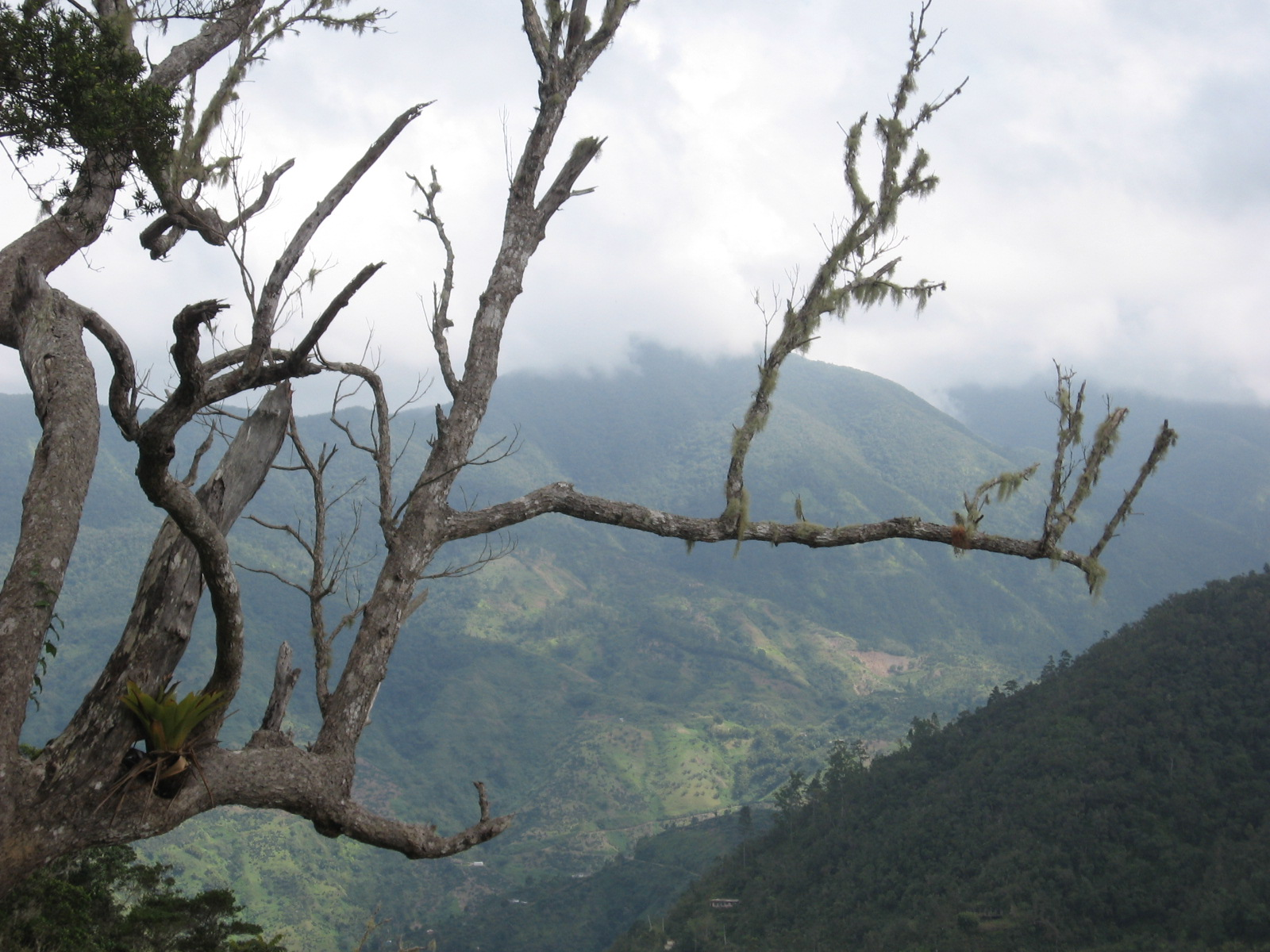
Blue Mountains
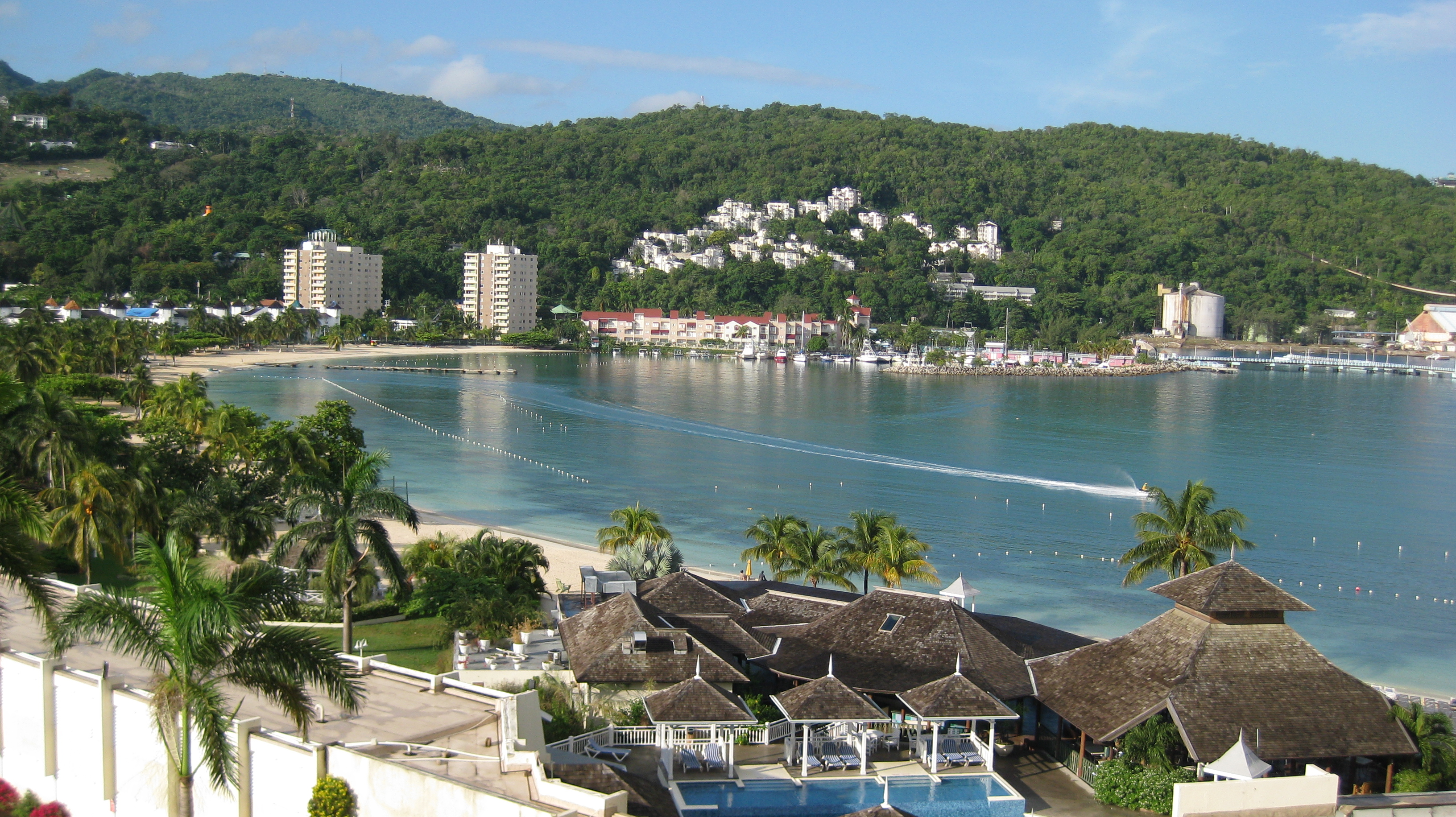
Ocho Rios
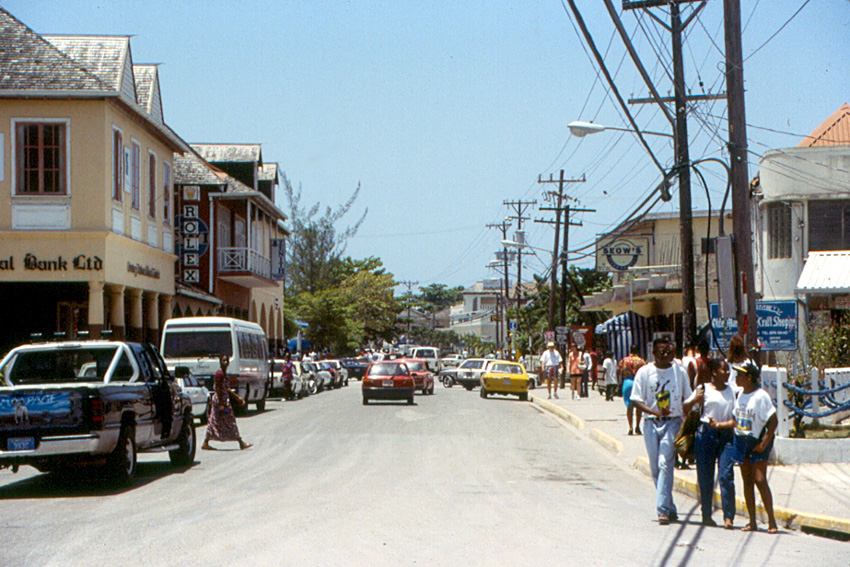
Ocho Rios en 1966
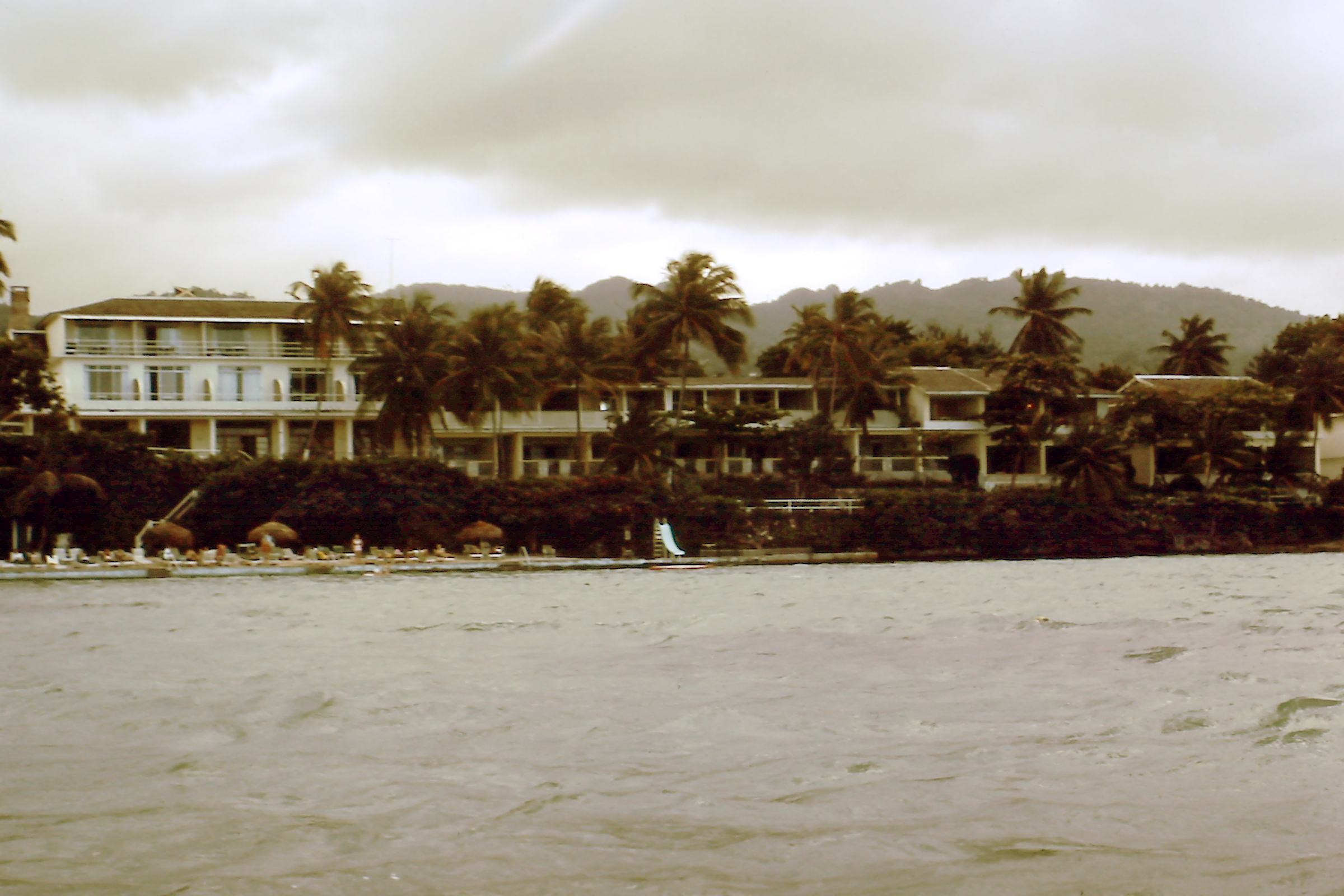
Ocho Rios en 1971
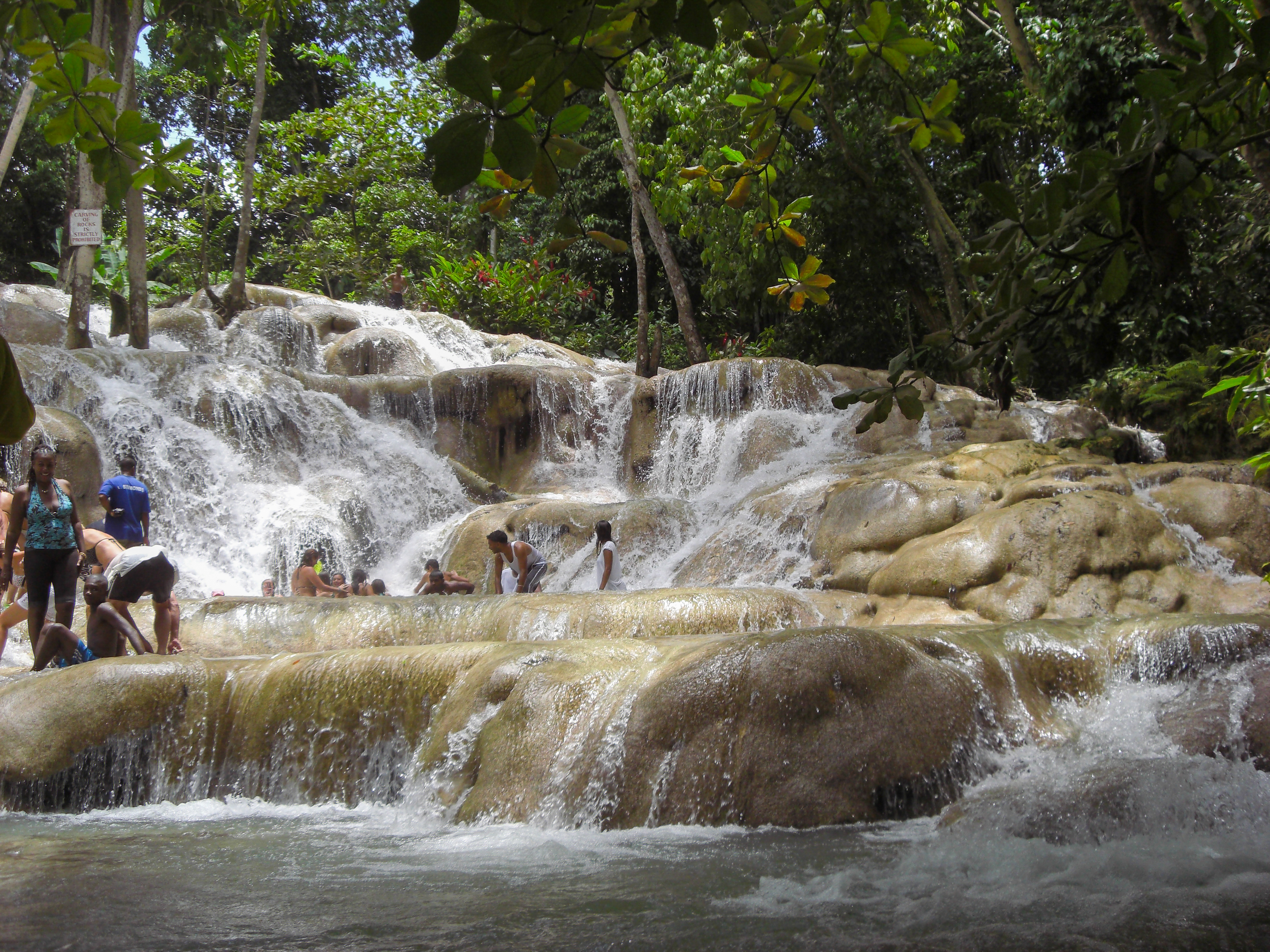
Ocho Rios, Laughing Waters lieu de tournage d'une scène culte
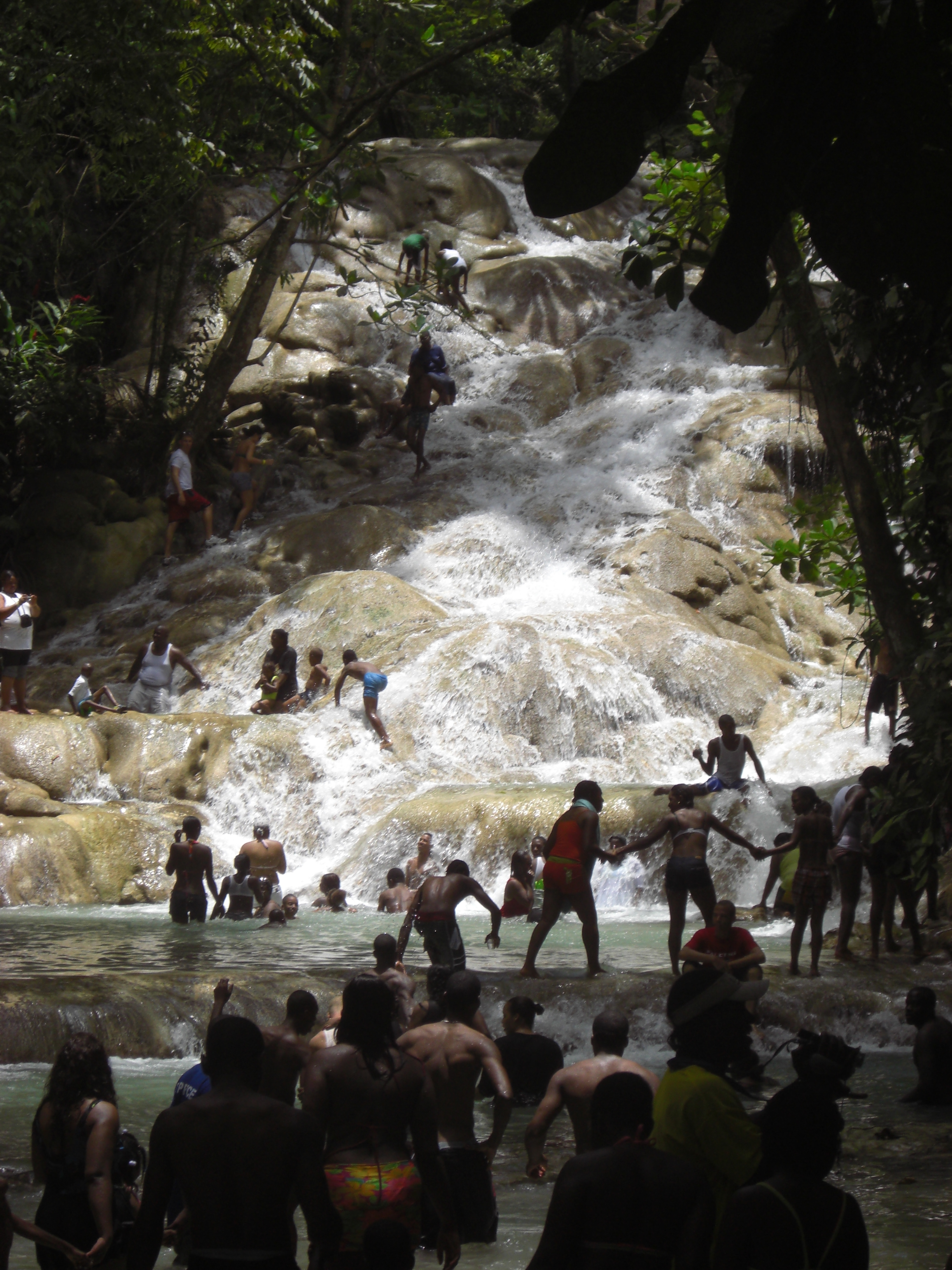
Ocho Rios, Laughing Waters lieu de tournage d'une scène culte
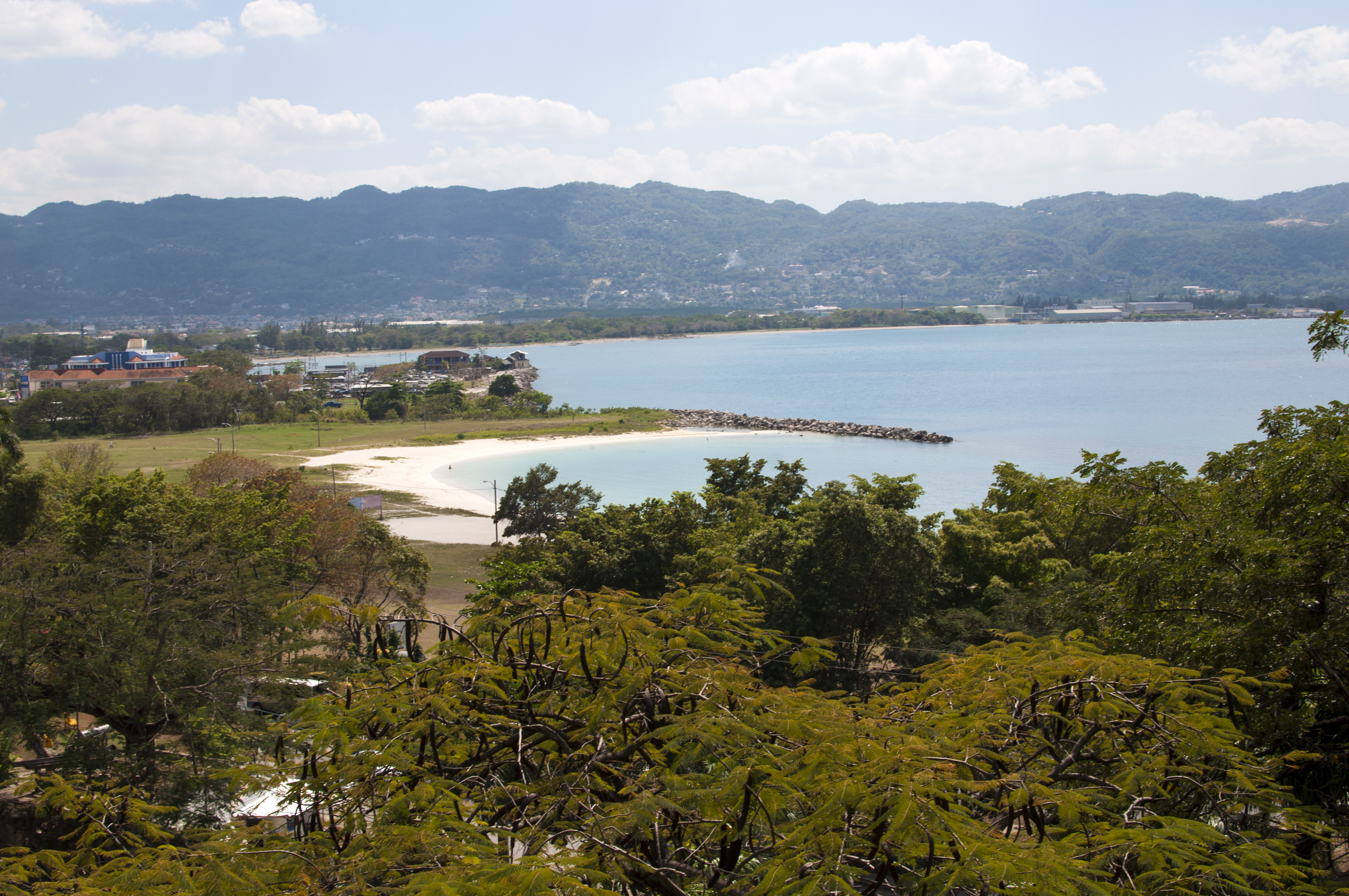
Montego Bay

### Cascades
Cette section ne s'appuie pas, ou pas assez, sur des sources secondaires ou tertiaires indépendantes du sujet. Le texte peut contenir des analyses inexactes ou inédites de sources primaires.
Pour l'améliorer, ajoutez-en, ou placez des modèles {{Source secondaire souhaitée}} ou {{Source secondaire nécessaire}} sur les passages mal sourcés. (juin 2024)
Sean Connery aimait travailler avec les cascadeurs sur les scènes de combat. Il savait qu'il ne pouvait pas tout faire, notamment à cause de l'assurance ou encore de sa santé et les conséquences de ses blessures vis-à-vis du film. Cependant, Sean Connery éprouvait une peur maladive des araignées ; pour la scène de la tarentule, une vitre fut placée entre Bond et l'arachnide. Le cascadeur Bob Simmons, qui incarne également Bond lors de la séquence d'ouverture, tourna le plan rapproché de la mygale montant sur le bras de 007. Il déclara plus tard qu'il s'agissait de la cascade la plus effrayante qu'il eut jamais accomplie. Pour cette scène, l'équipe a reproduit le mur sur le sol et c'est Terence Young en personne qui a filmé en plongée – l'idée de la mygale venait d'ailleurs de lui. Sean Connery était couché sur le côté et attaché. Du verre le protégeait et un médecin était présent sur le plateau. Le lit était fermement cloué au sol et retenu par des barres. L'équipe a décidé de pivoter le plateau, ainsi le lit était debout, ce qui permettait à la mygale de marcher sur du verre.
United Artists accorde 100 000 $ qui n'étaient pas prévus pour les explosions dans les dernières scènes. C'est Bud Ornestein, le responsable de United Artists à Londres qui a obtenu cette somme après plusieurs négociations. Des maquettes ont été confectionnées comme un port en modèle réduit.
Véhicules utilisés dans le film

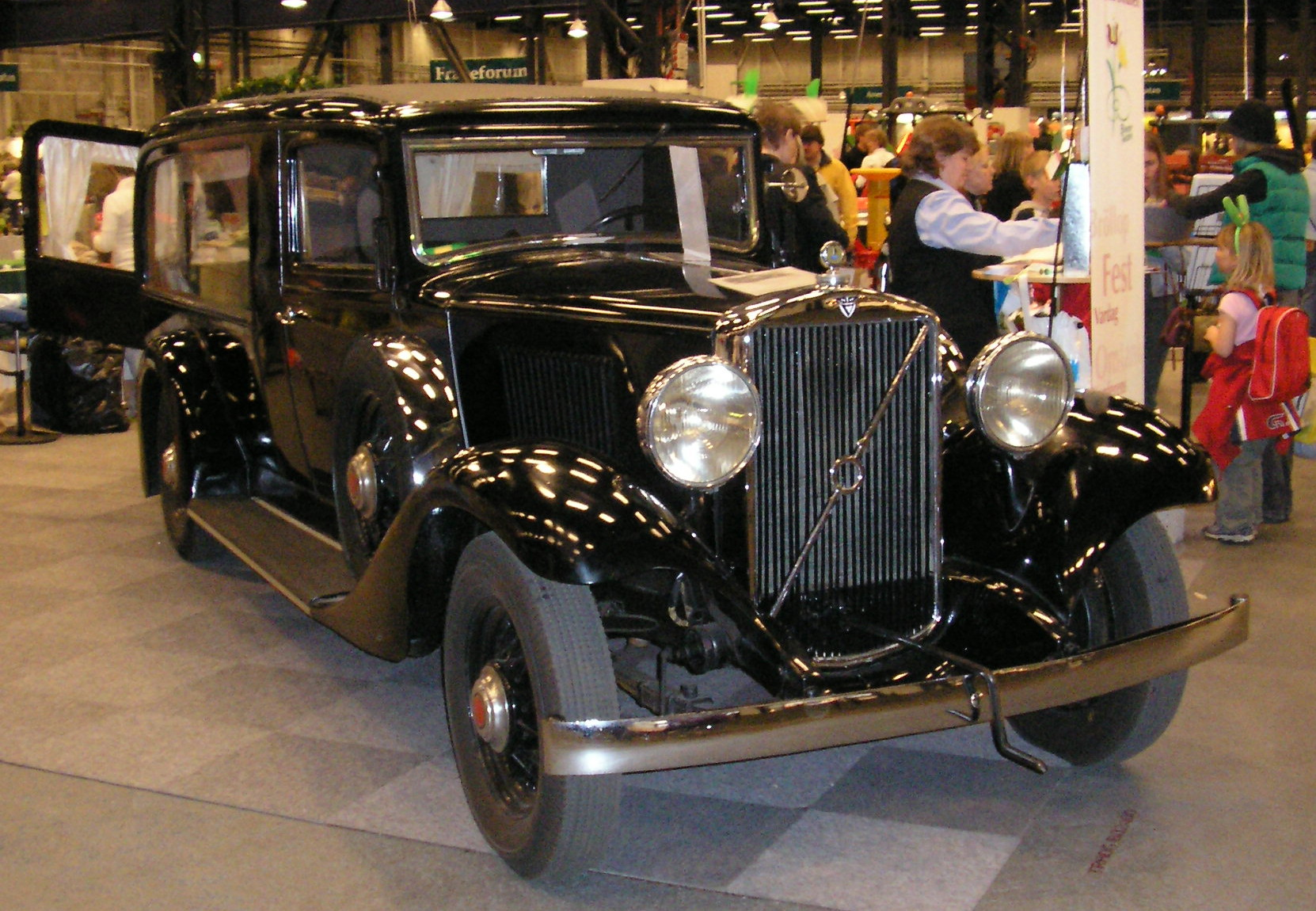
Un corbillard similaire à celui des Three Blind Mice.
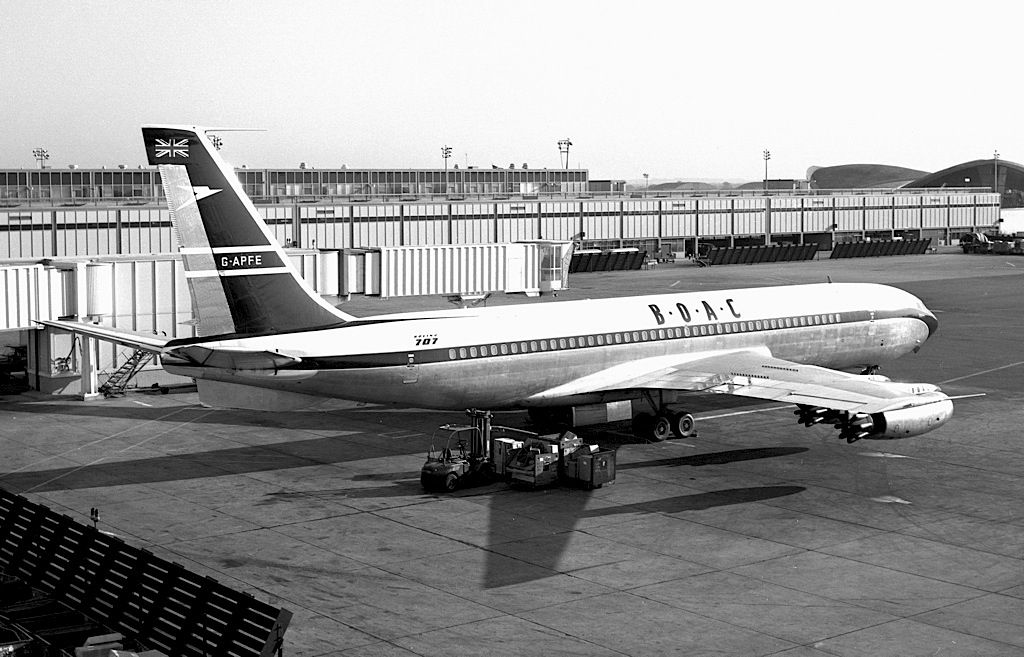
Le BOAC Boeing 707 emmenant Bond en Jamaïque.
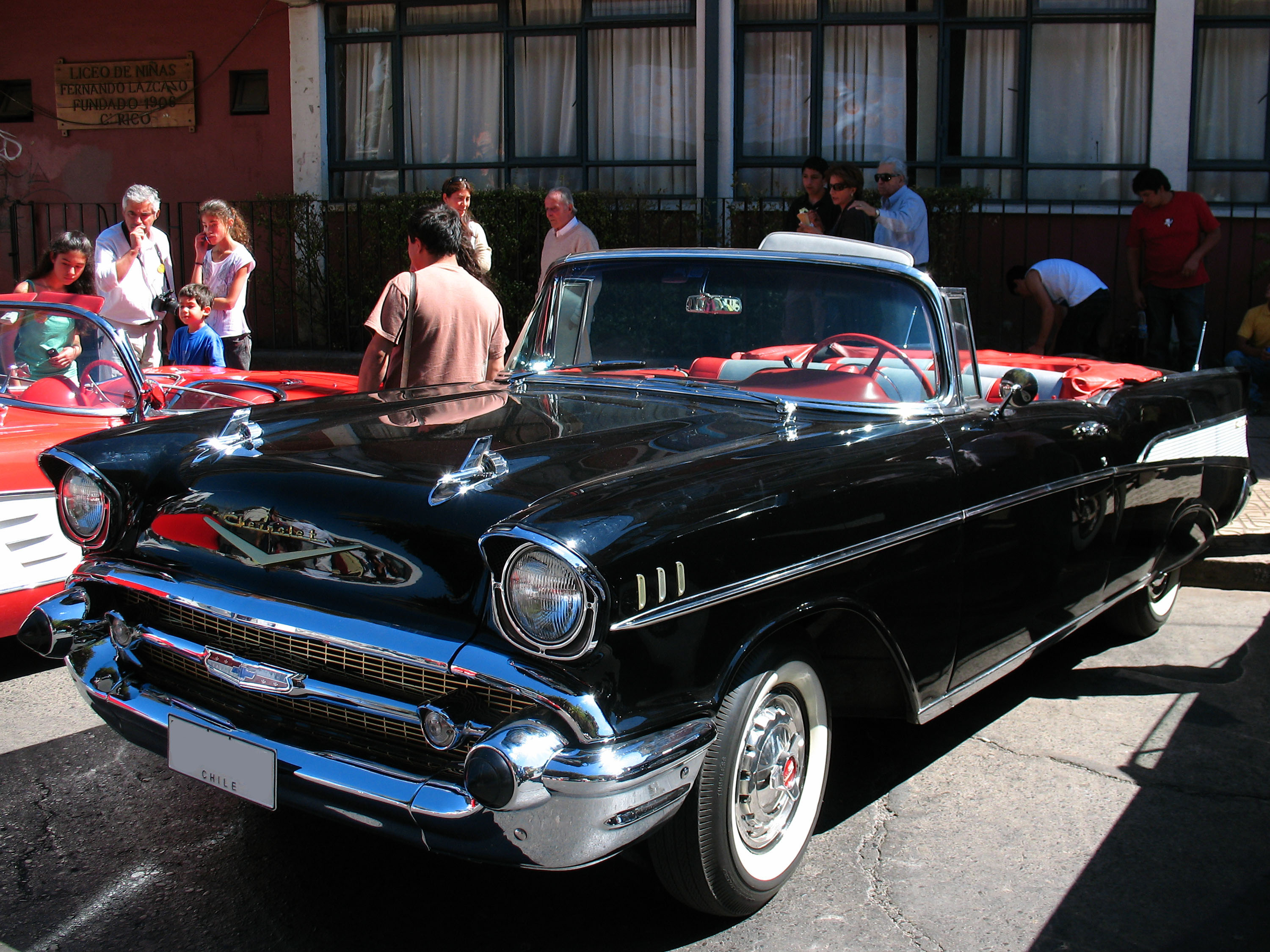
Une Chevrolet Bel Air Convertible 1957 semblable à celle de Mr. Jones, première voiture conduite par James Bond au cinéma.
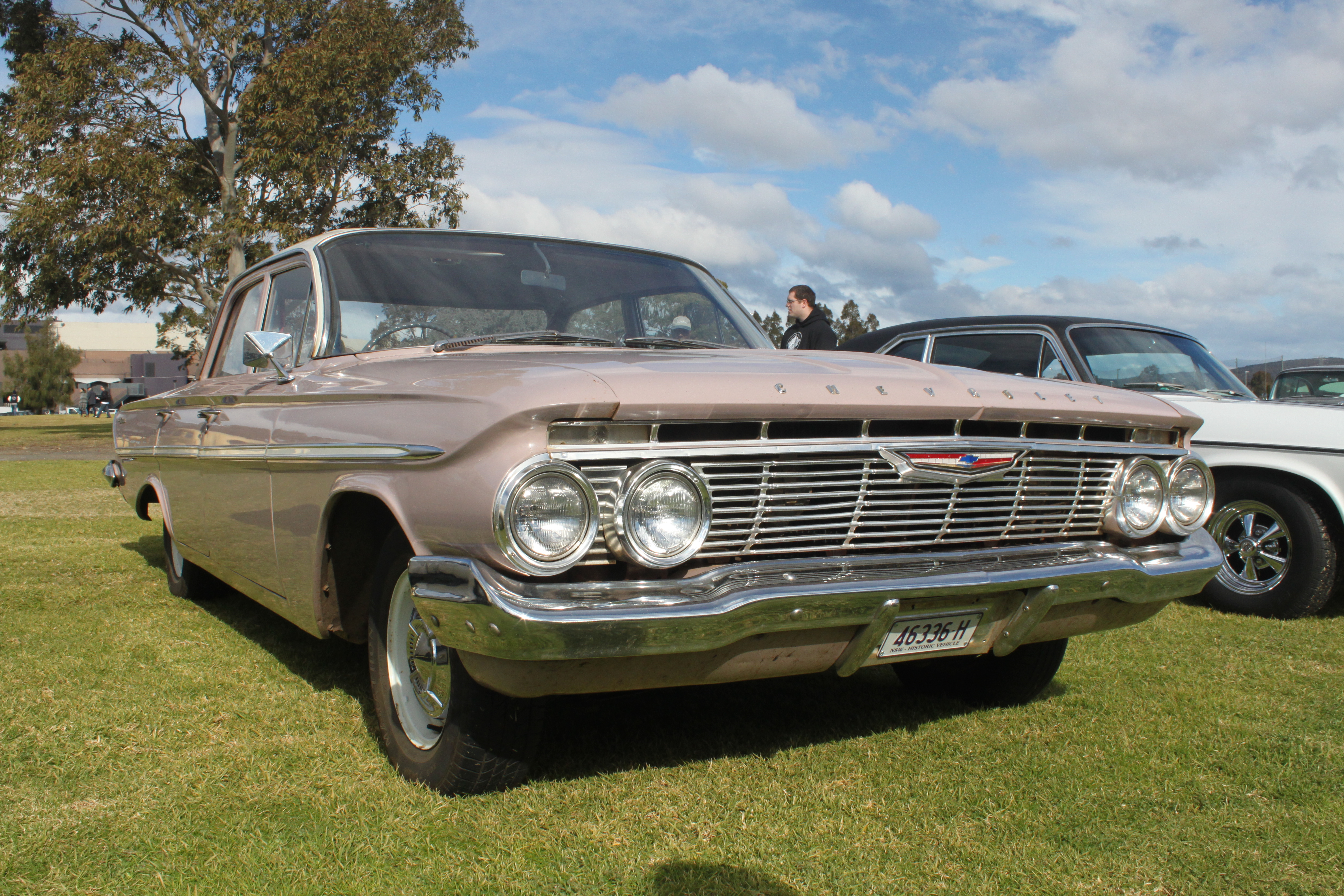
Chevrolet Bel Air 1961 semblable à celle utilisée par Felix Leiter et Quarrel à l'aéroport
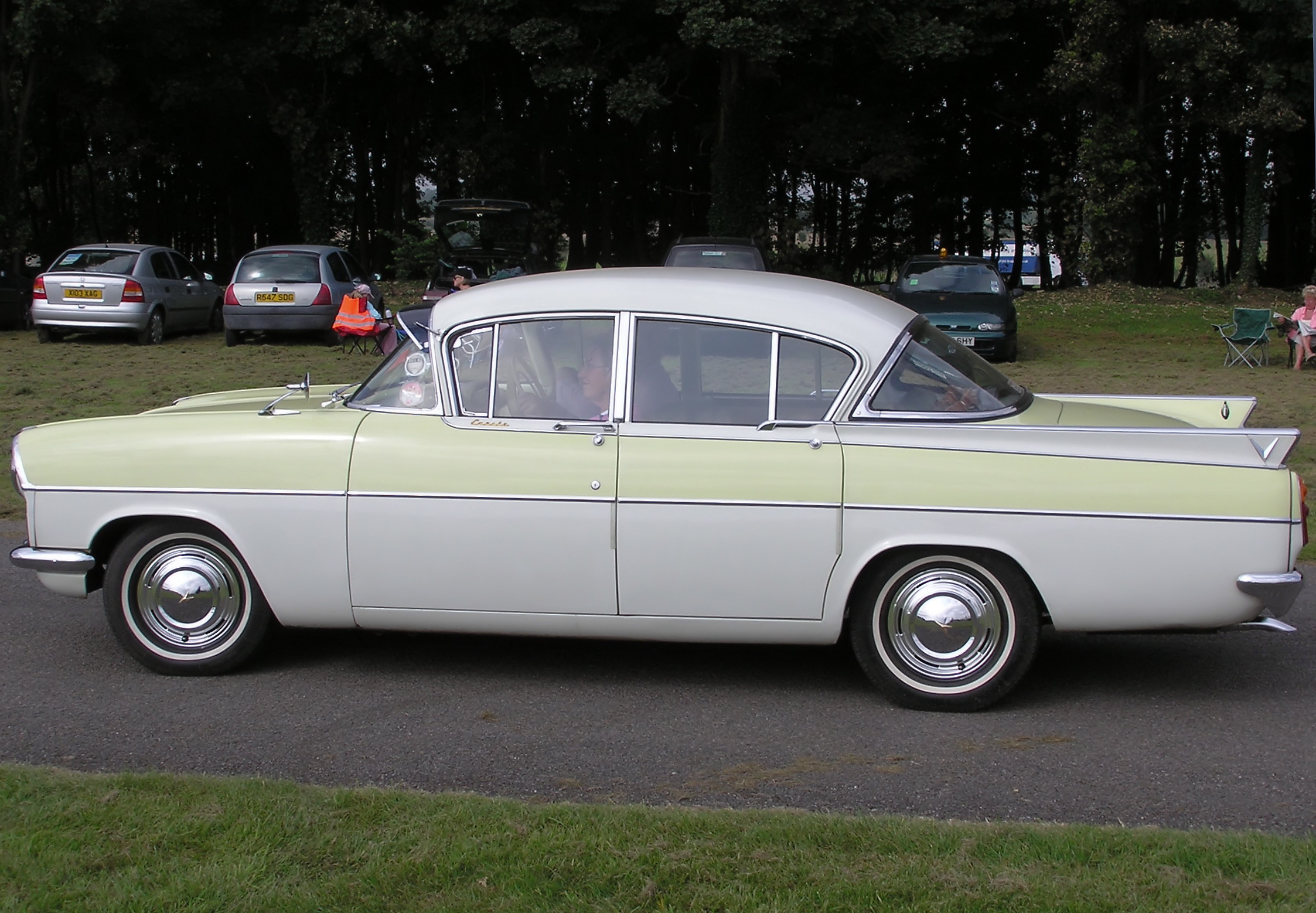
La Vauxhall Cresta PA du Professeur Dent, conduite lorsqu'il se rend au port pour avertir le Dr No.
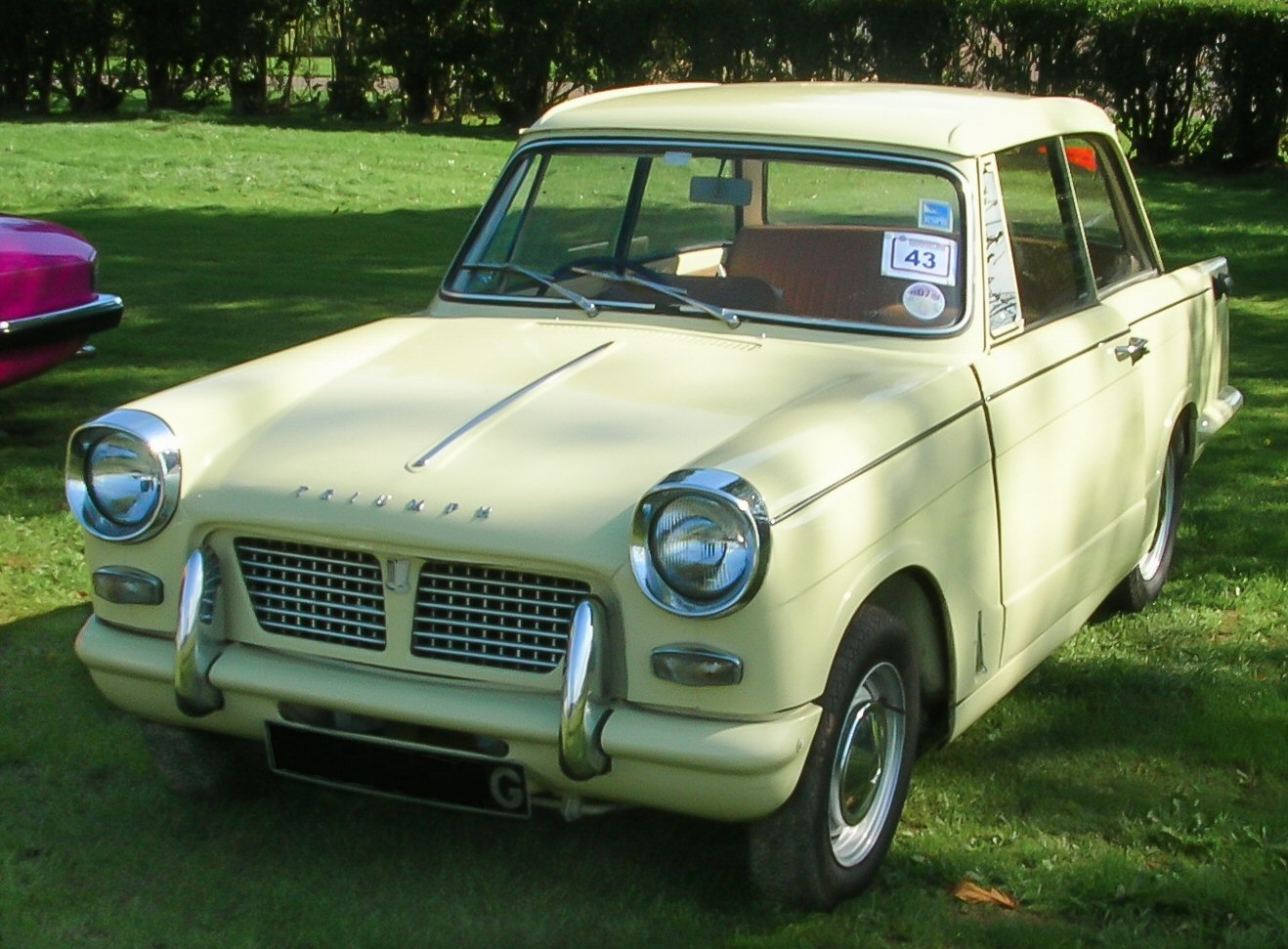
Triumph Herald 1200 Saloon qu'on aperçoit à aéroport
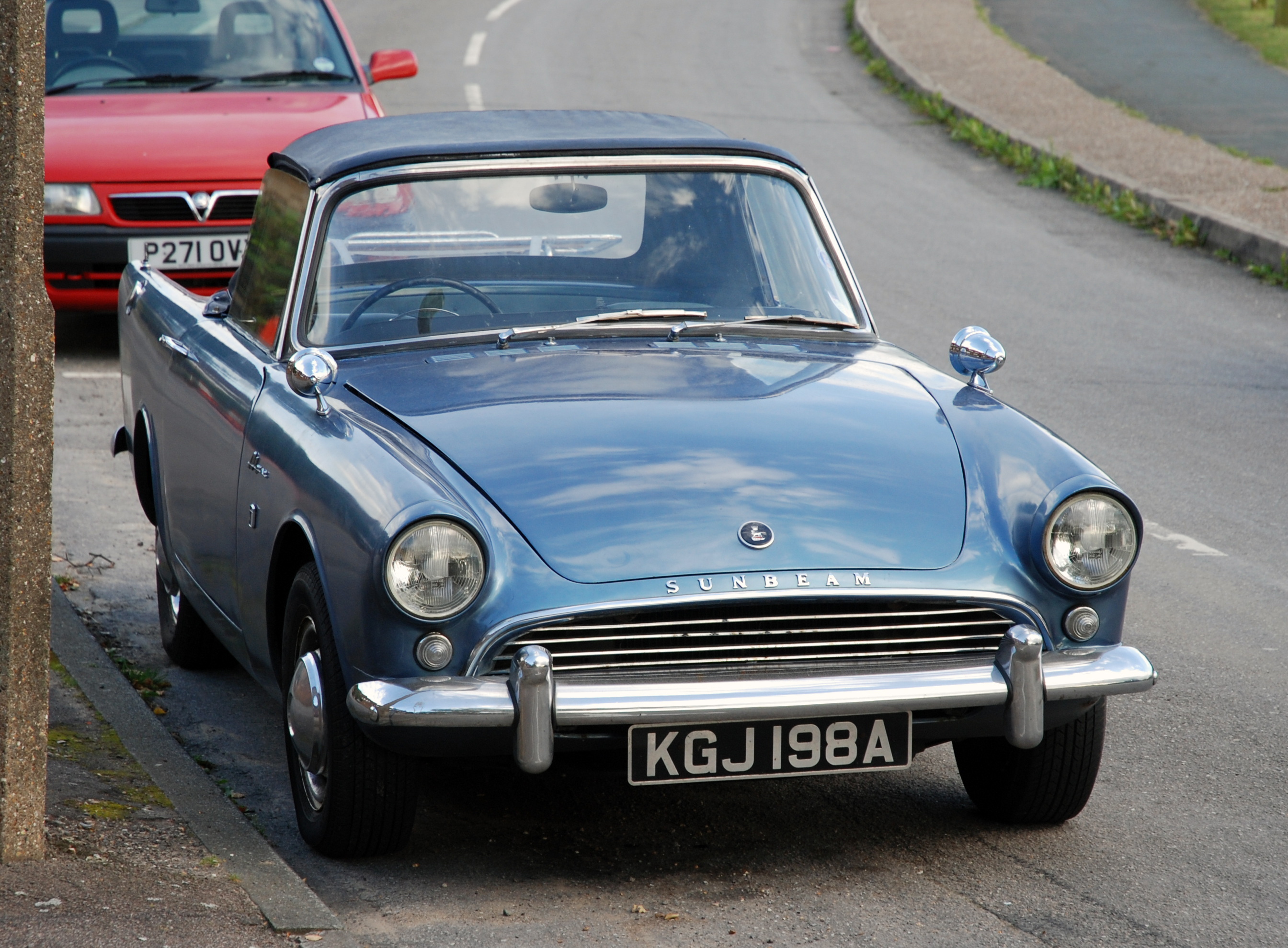
La Sunbeam Alpine Série II Sport, conduite par Bond pour se rendre chez Mlle Taro, prise en chasse par les Three Blind Mice.
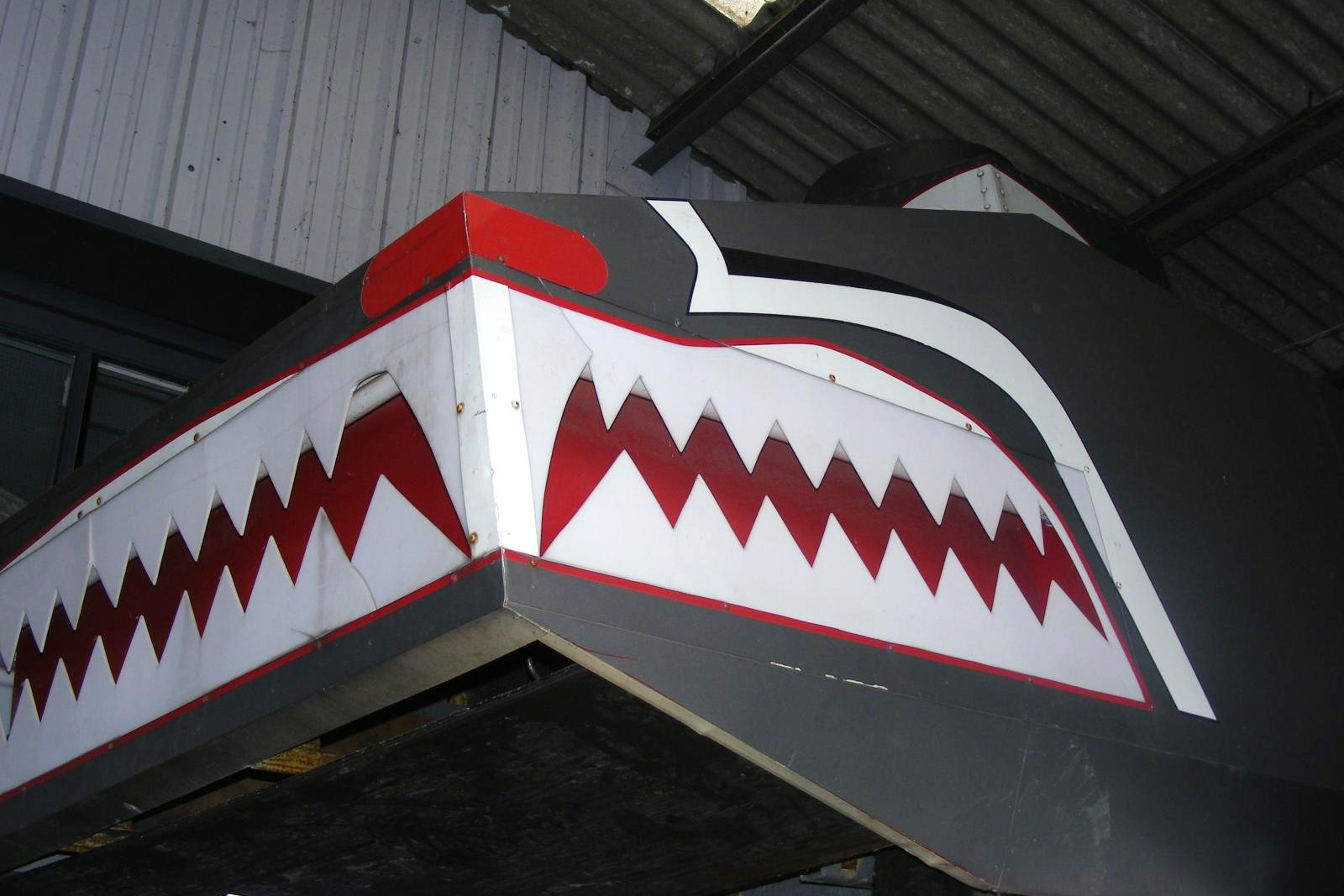
Le tank dragon du Dr No, chargé d'entretenir un climat de peur autour de Crab Key.

### Montage
Peter Hunt a eu l'idée d'innover pour le montage du film. Lorsque Mary, la secrétaire, est tuée, il a essayé de rendre la scène plus excitante et n'a pas gardé les plans de face. Le son de la fenêtre brisée est exagéré pour rendre la scène plus forte en intensité.
Une deuxième scène très intéressante où on peut remarquer l'innovation du montage de Peter Hunt est la scène où Bond combat le chauffeur à la vingtième minute. Le montage alterne panoramiques et travellings, ce que proscrivent les écoles de cinéma. Bond retient le chauffeur par la gauche puis par la droite. Il n'a pas mis en place des plans de transition pour gagner en rythme.
Lorsque Bond rencontre Quarrel pour la première fois, l'équipe a voulu rendre la plage réelle en ajoutant des voix provenant de personnes lointaines, et non seulement le bruit des vagues.
Au club, lorsque Bond discute avec Quarrel, Peter Hunt a, pour donner l'impression du flash de l'appareil photo, intercalé une image vierge.

### Effets sonores
La bande-son de James Bond 007 contre Dr No fut la plus difficile de la carrière de Norman Wanstall. Les effets sonores sont essentiels dans la dernière partie du film. Comme les scènes étaient censées se dérouler dans la mer, l'équipe a mis en place un bruit d'air conditionné un peu relevé. Norman Wanstall s'est occupé de cela, il gagna l'Oscar pour Goldfinger (1964). À cause du budget, il dut utiliser les moyens du bord. Pour un film d'action tel que James Bond 007 contre Dr No, il fallait habituellement deux monteurs son, mais à cause du budget Norman Wanstall était seul. C'était sa première expérience.
Le plan où le Dr No écrase le budha fut un casse-tête pour Norman Wanstall. Il a essayé de mixer plusieurs sons à la fois pour donner un son d'écrasement.
Il fallait inventer des sons pour améliorer la scène où Bond s'enfuit de la cellule par un conduit d'aération afin de donner plus de suspense. Lorsque Bond chute du tunnel, Norman Wanstall voulait un grondement sourd, il a demandé à un de ses amis de lui donner un son similaire qu'il avait produit pour Le Cid (1961). Il retravailla ce son et fut satisfait du résultat.
Lorsque Bond tourne la roue, Norman Wanstall voulait un son inquiétant pour faire comprendre au spectateur que la tension monte. Il a demandé aux machinistes de l'aide pour ce son. Ils ont apporté une machine qui fait varier le son en fonction d'une poignée.

### Bande originale
Le producteur Albert R. Broccoli a choisi Monty Norman pour la bande originale du film, après avoir apprécié son travail sur la comédie musicale The Ballad of Dr Crippen. D'après sa précédente composition Bad Sign, Good Sign , il compose le James Bond Theme, qui sera souvent attribué à tort à John Barry - seulement arrangeur. John Barry composera cependant par la suite, la musique de nombreux films de la saga.
Le succès du film étant immédiat à sa sortie, la bande originale fut sortie plus tôt que prévu et regroupe surtout des morceaux composés en Jamaïque mais presque aucun morceau composé en Angleterre. Elle compte 18 pistes, mais seulement 11 ont été utilisées dans le film.

### Des scènes en particulier

#### Des scènes emblématiques
Beaucoup d'aspects récurrents de la série des James Bond sont instaurés avec James Bond contre Dr No :
- La séquence du Gunbarrel et le générique d'entrée stylisé, réalisés par Maurice Binder. On filma l'intérieur d'un véritable revolver au moyen d'une caméra miniature. Ce n'est pas Sean Connery mais Bob Simmons qui tire.
- L'apparition de James Bond avec la phrase culte Bond, James Bond qui est repris dans la majorité des films. Pour cette scène, Terence Young s'est inspiré de l'apparition de Paul Muni dans Juarez et Maximilien.
- L'apparition d'Ursula Andress est aussi culte. Terence Young a voulu rester fidèle au livre de Ian Fleming, dans lequel Honey Ryder arrive sur la plage tel le tableau de La Naissance de Vénus de Botticelli. L'actrice n'a pas compris pourquoi la scène est si appréciée, elle ne marchait que dans l'eau. La scène a connu un immense succès. Tessa Prendergast est la créatrice du bikini.

Des éléments de fond qui deviennent des emblèmes y font également leur apparition, comme entre autres :
- La James Bond Girl (Honey Ryder jouée par Ursula Andress).
- Le chef du MI6 : « M ».
- Le major Boothroyd, qui devient « Q » dès Bons Baisers de Russie (1963).
- Le Walther PPK.
- Le verre de vodka-martini « au shaker, pas à la cuillère ».

#### Censure
Des censures ont été réalisées pour ce film, notamment celle des autorités qui voulaient censurer une scène en particulier : lorsque Dent arrive chez Mlle Taro et tire sur le lit, puis James Bond le menace avec son arme, notamment parce que Dent tire à plusieurs reprises, ce qui montre sa volonté de tuer. Finalement, ils ont fini par céder et ont autorisé la scène. Par ailleurs, Bond tirait à l'origine six coups de feu sur Dent (il vidait donc son chargeur comme l'avait fait son adversaire) mais la version finale du film ne montre que deux coups de feu. Toutefois, certaines diffusions TV omettent le deuxième coup de feu alors que dans d'autres, la scène n'existe simplement pas.
Deux autres actes de violences ont été coupés ou ont disparu du film, tout d'abord un coup de genou porté par James Bond à Jones durant leur bagarre, et passage à tabac de Bond par les gardes du Docteur No. Enfin, une ligne jugée trop sexuellement suggestive fut censurée, puis redoublée, lorsque le Docteur No demandait à ses gardes d’emporter Honey. En effet, à l’origine, celui-ci disait « I’m sure she will amuse the guards » (« Je suis sûr qu'elle amusera les gardes »), une réplique qui fut redoublée en « The guards will amuse her » (« Mes gardes se chargeront de la distraire » dans la VF).

### Doublage
Les deux principales actrices du film, Ursula Andress (notamment à cause de son accent trop prononcé) et Eunice Gayson, étaient doublées dans la VO par Nikki van der Zyl. D'autres acteurs furent aussi doublés, par d'autres doubleurs, dans la VO. Ce fut le cas pour presque toutes les James Bond girls principales des années 1960, et quelques autres dans les années 1970. Dans les années 1960, seules Honor Blackman et Diana Rigg eurent le privilège d'avoir leur propre voix à l'écran.

## Accueil

### Box office
Des inquiétudes s'exprimèrent quand il apparut que le budget du film (estimé à un million de dollars) allait être dépassé. Les scénaristes ont même retravaillé le script pour éviter les dépassements. En fait, United Artists n'avait pas à s'alarmer : les recettes mondiales frôlèrent les 60 millions de dollars. Le film fut remboursé en 3 mois, la banque perdait donc 15 mois d'intérêt car le prêt courait sur 18 mois. Le succès du film apporta de la notoriété à certains acteurs, notamment Ursula Andress[réf. nécessaire].
- Mondial : 59 567 035 $[19]
- États-Unis : 16 067 035 $[20]
- France : 4 772 574 entrées[19]

dont Paris : 1 148 239 entrées

## Distinctions

### Récompenses
- Golden Globes 1964 : révélation féminine de l'année pour Ursula Andress (Ex aequo avec Tippi Hedren pour Les oiseaux et Elke Sommer pour Pas de lauriers pour les tueurs)[21]

### Nominations
- Laurel Awards 1964 : meilleur film d'action dramatique (2e place), meilleur acteur d'un film d'action pour Sean Connery (3e place)
- Saturn Awards 2013 : meilleure collection DVD / Blu-Ray pour Bond 50 : The Complete 22 Films Collection (Avec Bons baisers de Russie, Goldfinger, Opération Tonnerre, Au service secret de Sa Majesté, Les diamants sont éternels, L'homme au pistolet d'or, L'Espion qui m'aimait, Meurs un autre jour & Casino Royale.) [22].

### Références à d'autres œuvres

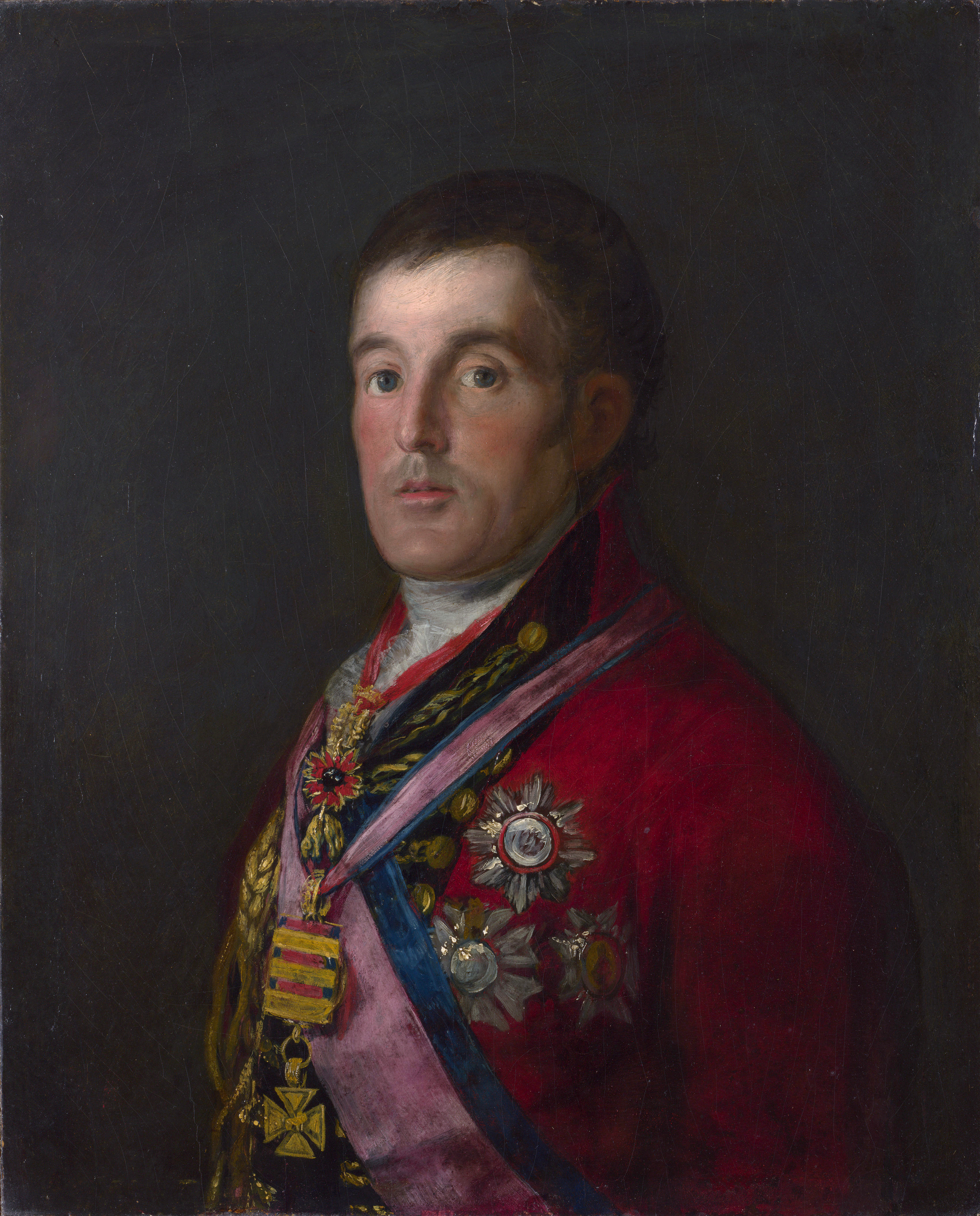
Volé à Londres en 1961 et toujours disparu lors du tournage du film, ce tableau est présent dans le salon du Dr No.

## Analyse